# Leptoglossus corculus
Leptoglossus corculus är en insektsart som först beskrevs av Thomas Say 1832.  Leptoglossus corculus ingår i släktet Leptoglossus och familjen bredkantskinnbaggar. Inga underarter finns listade i Catalogue of Life.